# Rhinopomastus
Rhinopomastus is een geslacht van vogels uit de familie boomhoppen (Phoeniculidae).

## Soorten
Het geslacht kent de volgende soorten:
- Rhinopomastus aterrimus – Zwarte boomhop
- Rhinopomastus cyanomelas – Zuid-Afrikaanse boomhop
- Rhinopomastus minor – Abessijnse boomhop